# Robert (pop)

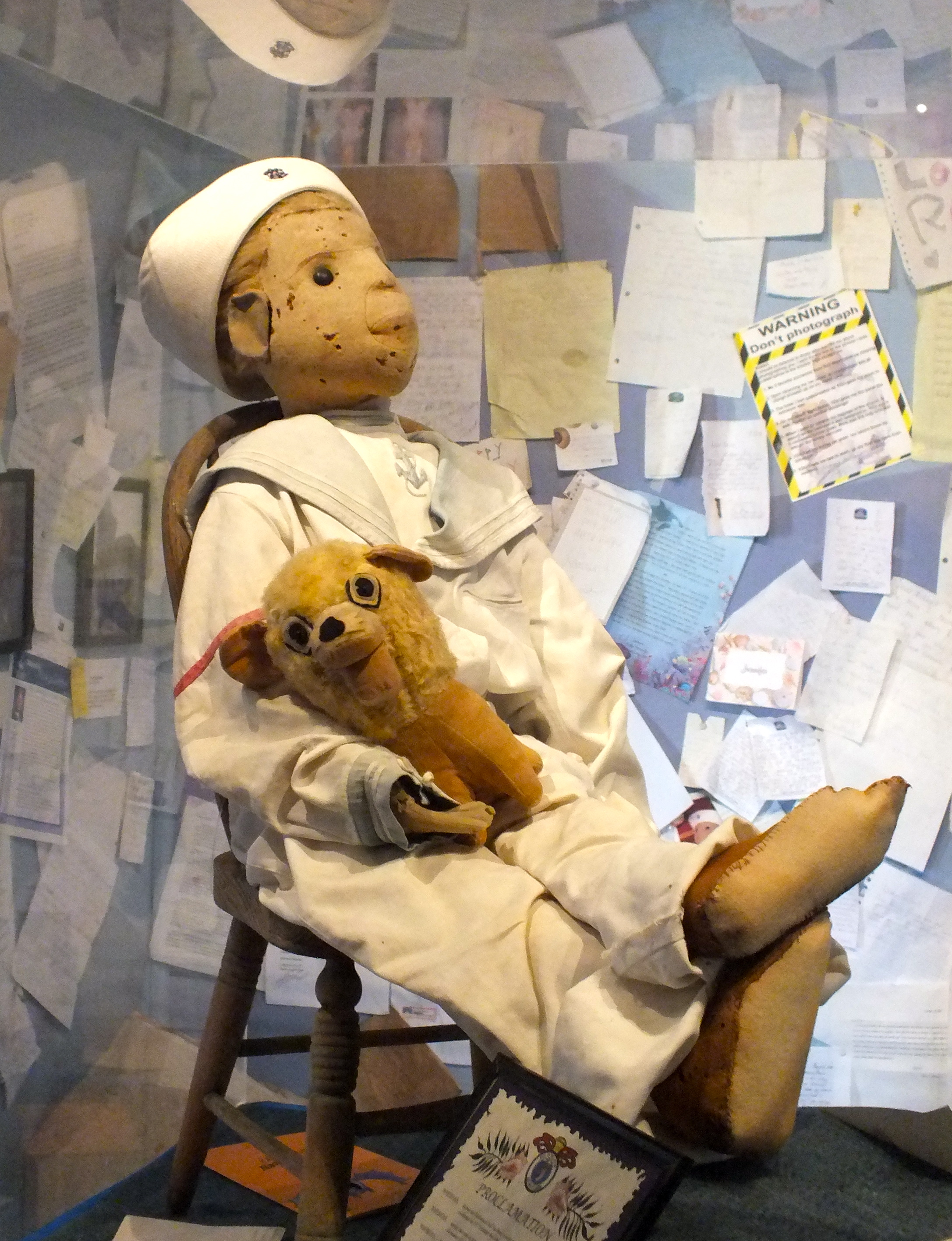
Robert in het East Martello Museum.

Robert (ook bekend als: Robert the Doll) is een naar verluidt spookachtige pop tentoongesteld in het East Martello Museum in Key West, Florida. Robert was ooit eigendom van schilder, auteur en inwoner van Key West, Robert Eugene Otto.

## Achtergrond
Robert heeft het uiterlijk van een Amerikaanse matroos. De pop is 1,02 m lang en gevuld met houtkrullen. Sporen van verf in het gezicht suggereren dat Robert oorspronkelijk is geschilderd. De pop is gekleed in een witte matrozenoutfit, zoals in het begin van de 20e eeuw gebruikelijk was in de Verenigde Staten. In tegenstelling tot wat vaak wordt beweerd, is het haar van Robert geen mensenhaar, maar een soort synthetische wolvezel.

### Geschiedenis
Robert was oorspronkelijk eigendom van een schrijver en schilder uit Key West genaamd Robert Eugene "Gene" Otto. Robert zou dit in 1903 als kind op vierjarige leeftijd hebben gekregen van een Caribische bediende die voor de Otto's werkte. De meid zou een begaafde voodoo-magiër zijn die zich aan zwarte magie had gewijd. De vrouw zou de pop aan Eugene hebben gegeven uit puur bedrog en wraak voor slechte behandeling. Zodra Eugene in het bezit was van de pop, namen volgens getuigenrapporten de griezelige en angstaanjagende incidenten toe: zowel bewoners als gasten zagen Robert met bovennatuurlijke snelheid knipogen of rennen van kamer naar kamer. Al snel zou Eugene zich ook vreemd gaan gedragen. De jongen werd herhaaldelijk geobserveerd terwijl hij tegen de pop aan het praten was, en de pop leek zelfs te reageren. Aanvankelijk verklaarden de ouders en familieleden dit door te zeggen dat Eugene met een denkbeeldige vriend sprak; later kregen ze echter de indruk dat Roberts stem uit de pop kwam.
Kort daarna nam het geweld van de incidenten toe: meubels werden omvergeworpen en buren zeiden dat ze Robert in zijn eentje van raam naar raam zagen lopen, en de pop zou hatelijk hoorbaar gegiecheld hebben. Bovendien zouden de ouders 's nachts gewekt zijn door het geschreeuw van Eugene. Wanneer ze de kamer binnenkwamen, viel er altijd iets omver of brak, en Eugene beweerde altijd: “Robert did it!” (“Robert deed het!”).

### Latere incidenten
Nadat Eugene getrouwd was, beweert ook zijn vrouw Ann het slachtoffer te zijn van Roberts kwade streken. De pop zou de vrouw op zolder hebben opgesloten en haar een andere keer hebben gekrabd. Ook gasten en ambachtslieden willen getuige zijn geweest van Roberts activiteiten. In het geval van Ann werd echter al vroeg vermoed dat Eugene zelf achter het huiselijk geweld zat en slechts schaamteloos de pop de schuld gaf, zoals hij waarschijnlijk als kind had gedaan.
Na de dood van Eugene in 1974 werd Robert op zolder gehouden, waar hij uiteindelijk datzelfde jaar werd gevonden door de tienjarige dochter van de pas verhuisde familie, Myrtle Reuter. Naar verluidt zette Robert zijn pesterijen en activiteiten voort zodra het meisje de pop meenam naar haar kamer. Volgens de ouders werd Myrtle ook 's nachts gewekt door omvallende meubels. De pop zou aan het voeteneinde van het bed hebben gezeten en het kind hebben bedreigd. Uiteindelijk, in 1994, gaf Myrtle de pop aan het management van het museum in Key West. Op dat moment beweerde ze dat de pop uit zichzelf was vervloekt en bewogen.

### Verblijfplaats en nasleep
Robert is te bewonderen in de Martello Gallery-Key West Art and Historical Museum in Key West, Florida. Het is ingesloten in een vrijstaande glazen kast waar de pop op een kleine houten stoel zit en een bruine opgezette leeuw op haar schoot houdt.
Zelfs vandaag de dag, volgens wijdverbreide en populaire legendes en geruchten, zou Robert vervloekt zijn. Verschillende versies vertellen over een wraakzuchtige en sluwe geest of demon die in de pop woont. De eigenaar van de pop zal ofwel getuige zijn van paranormale gebeurtenissen in zijn eigen huis of binnen korte tijd bij een ongeval overlijden. Er wordt gezegd dat de pop vanzelf beweegt, en Robert kan knipperen. Tot op de dag van vandaag beweren museumfunctionarissen dat Robert af en toe knippert of beweegt. Het bijgeloof rond de vloek van de pop gaat zo ver dat bezoekers Robert om toestemming vragen voordat ze hem fotograferen. In de regio Key West is de uitdrukking "Robert deed het!" een standaarduitdrukking geworden voor (vermeende) protesten van onschuld.
De scepticus en publicist Karen Stollznow ziet een mogelijke reden voor stedelijke legendes rond bezeten poppen in de nogal lege of constant lachende gezichtsuitdrukking van poppen, wat een dergelijke toeschrijving vergemakkelijkt. Ze vergelijkt het geval van Robert met dat van de pop Annabelle uit de gelijknamige film, die ook vervloekt zou zijn. Annabelle is nu ook gehuisvest in een particulier museum; beide poppen inspireerden filmaanpassingen.

### In andere media
De geruchten en legendes rond Robert dienden als inspiratie voor Chucky uit de film Child's Play uit 1988, die werd gevolgd door verschillende sequels. Hier werd naast de naam ook het uiterlijk van de pop drastisch gewijzigd. In 2015 verscheen ook de horrorfilm Robert met een vergelijkbare pop, genaamd Robert die ook werd gevolgd door verschillende sequels.